# Еріх Вайнерт

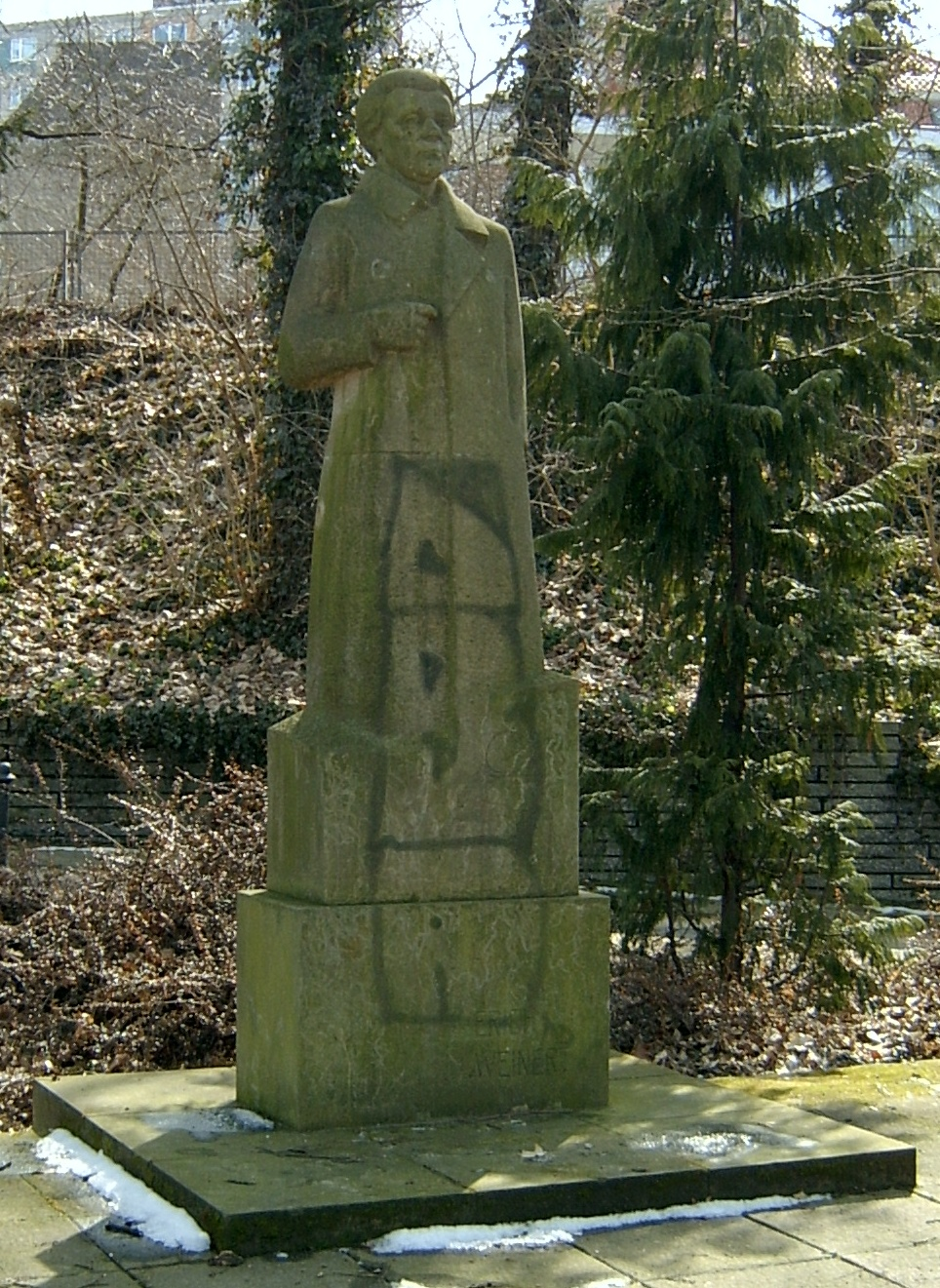
Пам'ятник Вайнерту Еріху у Одері, Данії

Е́ріх Ва́йнерт  — (нім. Erich Weinert; *4 серпня 1890, Магдебург  — †20 квітня 1953, Берлін) — німецький поет і перекладач, громадський діяч Німецької Демократичної Республіки. Член-фундатор Академії мистецтв НДР.
У 1935—1946 жив у СРСР. У 1935 подорожував по Україні, виступав у Києві, Дніпропетровську, Запоріжжі, Харкові. Був учасником національно-революційної війни іспанського народу 1936—1939, Другої світової війни 1939—1945. З 1946 жив у Німецькій Демократичній Республіці. З 1935 перекладав твори української та російської класичної поезії, а також літературу інших народів світу.
Значне місце серед його перекладів займають 68 творів Тараса Шевченка, найкращим німецьким перекладачем яких він є. Почав перекладати шевченкові твори в складі групи німецьких поетів-антинацистів (А. Курелла, Г. Гупперт, Г. Роденберг, Г. Ціннер та інші). В 1951 році у Берліні вийшла книжка Шевченка «„Гайдамаки“ та інші поезії» в перекладі Вайнерта. Того ж року у Москві видано німецькою мовою двотомний «Кобзар» за редакцією А. Курелли, де вміщено й переклади Вайнерта. Серед них: цикл «В казематі», «Відьма», «У нашім раї на землі», Слепая" тощо.
Вайнерт першим переклав німецькою мовою 40 творів Шевченка. Перекладав з оригіналу, інколи користуючись російським або німецьким підрядником. Переклади Вайнерта адекватні шевченковим творам високою поетичністю, точністю відтворення форми і змісту, ідейною спрямованістю.

## Вшанування
Його ім'я носить нагорода — Медаль Еріха Вайнерта.